# Aniz Abraão David
Aniz Abraão David, más conocido como Anísio Abraão David (Río de Janeiro, 7 de junio de 1937) es un bicheiro brasileño. Es considerado presidente honorario de la escuela de samba Beija Flor. Fue presidente de la Liga Independiente de Escuelas de Samba de Río de Janeiro entre 1985 y 1987. Proveniente de una familia de origen libanés con gran influencia política en la ciudad fluminense de Nilópolis. En el 2007, fue uno de los bicheiros apresados por la Policía Federal en la "Operación Huracán" acusado de haber amenazado a los jurados para que dieran el título de campeón del carnaval a su escuela de samba. Además, el año siguiente fue apresado durante la Operación 1357 y el 2011 fue indicad en la Operación Dedo de Deus.